# Robertus golovatchi
Robertus golovatchi là một loài nhện trong họ Theridiidae.
Loài này thuộc chi Robertus. Robertus golovatchi được Kirill Yuryevich Eskov miêu tả năm 1987.